# Gadolínium
A gadolínium fémes tulajdonságú kémiai elem, rendszáma a periódusos rendszerben 64, vegyjele Gd. A lantanoidák közé tartozó ritkaföldfém.

## Története
1880-ban Jean Charles Galissard de Marignac svájci kémikus fedezte fel spektroszkópiai módszerrel, mikor didímium és gadolinit spektrumában addig ismeretlen elemre utaló vonalakat észlelt, majd 1886-ban szamarszkitból sikerült az új elem oxidját elkülönítenie. Ugyanebben az évben Paul Émile Lecoq de Boisbaudran francia kémikus szintén kivonta ezt az anyagot a gadolinit nevű ásványból, mely nevét felfedezőjéről, Johan Gadolin finn kémikusról kapta, és akiről így az új elem kissé szövevényesen ugyan, de el lett nevezve. A felfedezést kerekké Georges Urbain francia kémikus tette azzal, hogy 1935-ben a fémet elemi formában gadolínium-oxidból előállította. A felfedezést Galissard de Marignac-nak tulajdonítják, mivel tisztában volt azzal, hogy új elemre talált, és az általa elkülönített anyag ennek az oxidja lehet.

## Előfordulása
Reaktivitása miatt a természetben elemi állapotban nem fordul elő. Gazdaságosan kitermelhető mennyiségben monacit és bastnäsit ásványokban található, a gadolinit azonban csak nyomokban tartalmazza. Koncentrációja a földkéregben 5.9 ppm.

## Fizikai tulajdonságai

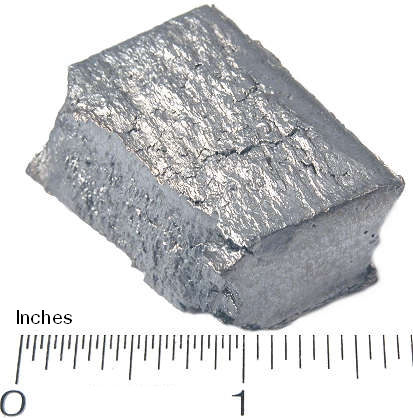
Gadolínium

Ezüstös színű, lágy, könnyen megmunkálható fém. Alacsony hőmérsékleteken a szoros illeszkedésű hexagonális rácsszerkezetű módosulata a stabil, amely hevítés hatására 1235 °C-on tércentrált köbös ráccsá alakul át. Több nagy nyomáson létrejövő módosulata ismert.
A gadolínium 1,083 K kritikus hőmérséklet alatt I. típusú, a BCS-elmélettel leírható konvencionális szupravezető. A kritikus hőmérsékletet átlépve ferromágnesessé válik, amely a lantanoidákra jellemzően összetettebb a szokványos mágneses viselkedésnél. Egészen a 240 K-en bekövetkező spin-reorientációs hőmérsékletéig a torzult, ún. nem-kollineáris ferromágneses módosulata a stabil. E hőmérséklet felett a hexagonális rács C tengelyével kollineáris mágneses momentumú ferromágneses szerkezet jellemzi. A Curie-hőmérséklete 292.5 K (19.3 °C), efelett erősen paramágnesessé válik ({\displaystyle \chi _{m}} = 0.12).
A gadolínium magnetokalorikus hatást mutat, mágneses térbe kerülve felmelegszik, onnan kilépve pedig lehűl. A gadolíniumnak a legnagyobb a termális neutronelnyelési hatáskeresztmetszete az összes természetes elem közül (49 000 barn), amiért a 157-es izotópja a felelős a maga 254000 barn keresztmetszetével.

## Kémiai tulajdonságai
Fémpor formájában tűz- és robbanásveszélyes. Levegőn, főleg nedvesség jelenlétében korrodál. Keletkező oxidja nem képez zárt, felületet védő réteget, ami megállítaná a további oxidációt.
4 Gd + 3 O2 → 2 Gd2O3
A vizet hidrogénfejlődés közben bontja, mialatt gadolínium(III)-hidroxid keletkezik.
2 Gd + 6 H2O → 2 Gd(OH)3 + 3 H2
Halogénekkel reagál, a keletkező GdF3, GdCl3, GdBr3 fehér, a GdI3 sárga.
2 Gd + 3 X2 → 2 GdX3
Ismert kétértékű jodidja is, gadolínium(II)-jodid, amely ferromágnesessége mellett kolosszális mágneses ellenállású.
Vizes savak színtelen Gd(III) nonaakva komplex képződése mellett oldják.
2 Gd + 3 H2SO4 + 18 H2O → 2 [Gd(H2O)9]3+ + 3 SO42- + 3 H2

## Felhasználása
A globális gadoliniumpiac becsült keresleti oldala 2010-ben 1400 t volt, a kinálat beszűkülése a közeljövőben nem várható. Ezen új technológiák előretörése változtathat, ilyennek tartják a magnetokalorikus hűtést, vagy a szilárd oxid üzemanyagcellát (solid oxide fuel cell, SOFC).
- Vas- és krómötvözetekben (kb. 1% Gd) javítja a megmunkálhatóságot, a hő- és korrózióállóképességet pedig növeli. Kúszásnak ellenálló magnéziumötvözeteit a repülőgépgyártás hasznosítja könnyű, erős, de nem hőálló szerkezeti anyagként.
- Az elem paramágnesességét kihasználva az orvostudományban MR-vizsgálatok során vegyületeit kontrasztanyagnak használják. A festék normális esetben nem jut át a vér-agy gáton, ezért jól alkalmazható agyi érkatasztrófák, daganatok megfestésére.
- A 157Gd izotóp neutronterápiás alkalmazása kísérleti szakaszban jár.[11]
- A magnetokalorikus hatás elvén működő hűtőgép kifejlesztése technológia-demonstrátorok elkészítésének fázisáig jutott el. Két koncepció verseng: az egyiknél a gadolínium fémet mozgatják forgótárcsán vagy dugattyún a mágneses erőtérből ki és be,[12] a másiknál a gadolínium állófázis, miközben a mágneses erőteret mozgatják.[13] Mindkét esetben olcsó és környezetbarát hűtőfolyadékokat lehet alkalmazni, pl. víz, etilénglikol.